# Klenčí pod Čerchovem (stacja kolejowa)
Klenčí pod Čerchovem – stacja kolejowa w Klenčí pod Čerchovem, w kraju pilzneńskim, w Czechach. Położona jest na wysokości 445 m n.p.m.
Na stacji nie ma możliwości zakupu biletów, a obsługa pasażerów odbywa się w pociągu. 

## Linie kolejowe
- 184 Domažlice - Planá u Mariánských Lázní